# Андезин
Андезин (рос. андезин; англ. andesine; нім. Andesin) — мінерал з групи плагіоклазів.

## Загальний опис
Хім формула: (Ca, Na)(Al, Si)3O8.
Член ізоморфного ряду NaAlSi3O8 (альбіт) — CaAl2Si2O8 (анортит), містить 30— 50 % анортитової молекули.
Колір білий, сіруватий, блиск скляний, злом нерівний. Твердість 6. Питома вага 2,67. А. найчастіше зустрічається у вигляді зернистих агрегатів і дуже рідко утворює кристали. Андезин — породоутворюючий мінерал багатьох інтрузивних та ефузивних гірських порід, але найхарактерніший для діоритів, андезитів, дацитів. Від назви гір Анд у Південній Америці.
Використовують для виготовлення кислототривких керамічних виробів.
В Україні зустрічається на Волині, Побужжі, в Кривому Розі, Приазов'ї.

## Різновиди
Розрізняють:
- андезин каліїстий (відміна андезину, яка містить K2O);
- андезин-олігоклаз (проміжний член ряду плагіоклазів № 30-40).